# Úrsula López
Úrsula López, nombre artístico de Úrsula Falcón Quintero (Las Palmas de Gran Canaria, 31 de octubre de 1870-Madrid, 3 de septiembre de 1966), fue una famosa cantante y empresaria de zarzuela y variedades española. Conocida también como la «Tiple del Automóvil» y la «Tiple de los Brillantes».

## Biografía

### Cuba y México
No se sabe con certeza la fecha de su nacimiento, pues, aunque en su DNI figuraba como tal el 31 de octubre de 1886, es imposible que el natalicio hubiera ocurrido en dicho año, ya que Úrsula contrajo matrimonio con Luis Bellido Hortelano el 29 de abril de 1896 en la iglesia parroquial del Espíritu Santo de La Habana (Cuba), adonde la familia se había trasladado después del fallecimiento de Antonio Falcón, padre de ella. Según consta en el certificado de matrimonio, Luis Bellido Hortelano era natural de Madrid, de veinticinco años de edad, y Úrsula Falcón Quintero tenía, asimismo, veinticinco años de edad, por lo que habría nacido, posiblemente, el 31 de octubre de 1870.
En 1899, una vez terminada la guerra de Cuba, proponen a Úrsula trasladarse a México como cantante de flamenco, iniciándose así una exitosa carrera artística. Fue en este nuevo destino donde nació, el 15 de julio de 1903, el hijo del matrimonio, Luis Bellido Falcón.
Según Manuel Mañón, crítico y cronista mexicano, «acabó el año de 1903 con la despedida de la tiple Úrsula López, que salió para Veracruz, rumbo a España, después de una larga actuación en el Teatro Principal».
La revista quincenal madrileña El Arte de El Teatro, en su número de 15 de noviembre de 1906, dedica su portada a Úrsula, indicando a pie de foto: «Úrsula López, primera tiple cómica que actúa en el Teatro Principal de México».

### Éxito en Madrid

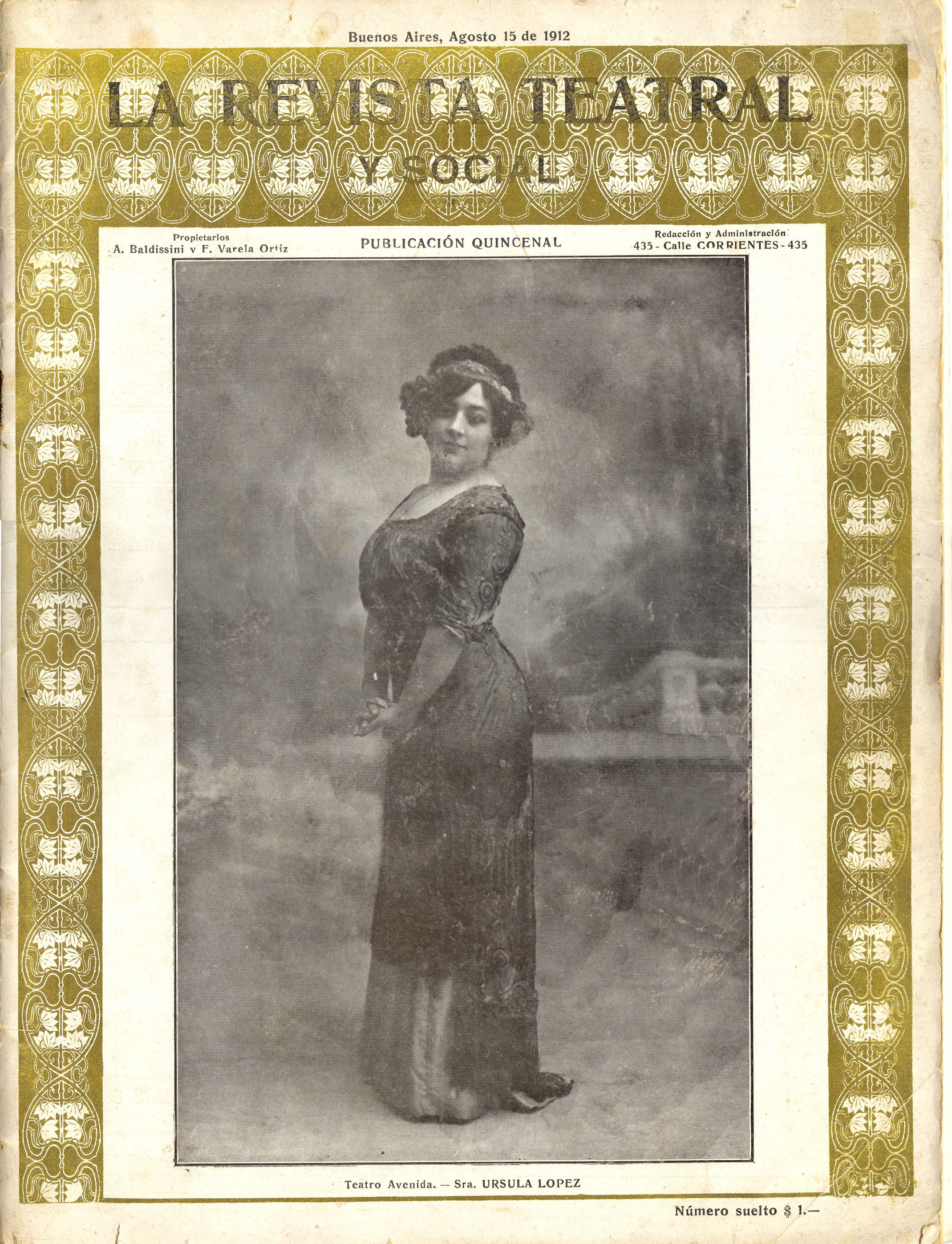
Úrsula López en la portada de La Revista Teatral y Social, Buenos Aires, 15-8-1912. Propiedad del autor.

El 2 de noviembre de 1908, debuta en el Teatro de la Zarzuela de Madrid con San Juan de Luz, una humorada de Quinito Valverde y José Jackson Veyán, y en ese mismo programa la revista Enseñanza libre del maestro Jerónimo Jiménez con libreto de Perrin y Palacios, obra estrenada el 11 de diciembre de 1901 en el Teatro Apolo de Madrid. También en noviembre en el Coliseo de la calle Jovellanos, actúa en la obra La Manzana de Oro con música de los maestros Rafael Calleja y Tomás Barrera y libro de Gabriel Briones, estrenada en el Teatro Circo de Price el 20 de septiembre de 1906. En esta obra interpretaba el papel de «La Menta» cantando unos cuplés con los que obtuvo un grandioso éxito. Se incorpora también en la revista A.B.C., que se había estrenado el 12 de diciembre de 1908, en el Teatro de la Zarzuela, sustituyendo a Emérita Álvarez Esparza.
La prensa española comienza a gastar toneladas de tinta hablando de Úrsula López, de su lujoso automóvil, de sus alhajas, sus mantones de Manila, sus virtudes como artista y de sus millones. El 21 de diciembre de 1908, Úrsula regresa a México, para liquidar sus pertenencias en ese país, teniendo en mente la idea de arrendar un teatro en Madrid.

### Compañía de Zarzuelas de Úrsula López

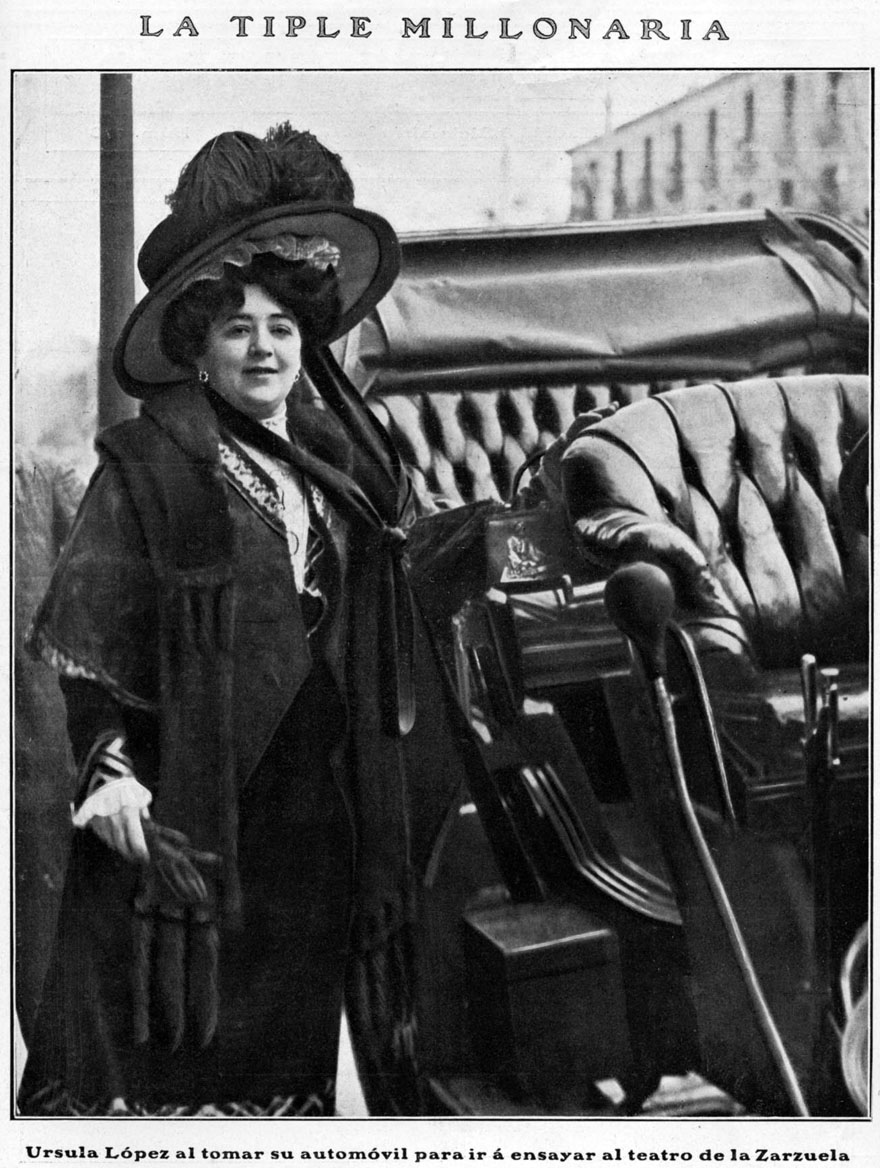
Úrsula López en su automóvil en Madrid.

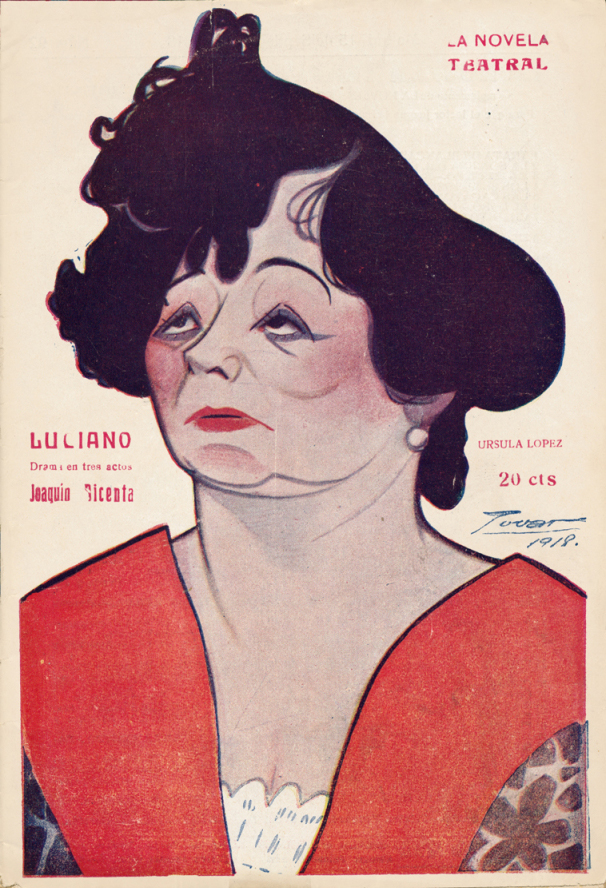
Caricaturizada por Tovar (1918)

A su regreso de México, Luis Bellido y Serafín Pozueta crean una empresa para alquilar el Gran Teatro o Teatro Lírico, comenzando la temporada el 1 de marzo de 1910 con la Compañía de Zarzuelas de Úrsula López, y presentando las obras Cinematógrafo Nacional, Los mosqueteros, La taza de té y La manzana de oro, con rotundo éxito de público y crítica. 
Se suceden los estrenos, siempre con gran éxito, y a finales de 1911, dejan el Gran Teatro. La Compañía de Zarzuelas de Úrsula López, contratada por el dramaturgo y empresario José López Silva, viaja a Argentina, y en su presentación en el Teatro Avenida de Buenos Aires, en 1912, el éxito fue arrollador, viajan después a Montevideo. Figuraban en el elenco de la compañía, además de Úrsula, la conocida soprano Amparo Taberner y como director de escena Casimiro Ortas. 
La publicación quincenal La revista teatral y social de Buenos Aires, en su número de 15 de julio de 1912, publica un extenso reportaje sobre Úrsula, y en su número del 15 de agosto del mismo año, una portada con su fotografía. 
De vuelta a la península en 1913, Luis Gabaldón firma una entrevista con Úrsula, en Blanco y Negro, donde habla de sus futuros proyectos, y la revista Nuevo Mundo publica una fotografía de ella. En agosto de 1913 inicia una gira por España, presentándose en el Teatro Vital Aza de Málaga con La generala, libro de Perrín y Palacios y música del maestro A. Vives. El 21 de diciembre de 1913, la compañía debuta en Sevilla, en el Teatro Cervantes, donde el día 22 estrena La boda de la farruca, con libro de Gonzalo Cantó y Guillermo Hernández Mir y música del granadino Francisco Alonso. Después marchan a Barcelona, actuando en el Teatro Cómico, para continuar con una exitosa gira por las provincias españolas, pensando siempre en la vuelta a Argentina.
Y así, el 14 de marzo de 1914, la Compañía de Úrsula López, embarca en el vapor Infanta Isabel, rumbo a Buenos Aires. Pero en esta ocasión la empresa americana salió mal y ocasionó a Úrsula y Luis Bellido un gran perjuicio económico, por lo que volvieron a España.

### Variedades
Úrsula decide presentarse como divette de variedades ante el público español, debutando en el Gran Teatro el 15 de septiembre de 1915. Actúa en los mejores salones y teatros de España, con notable éxito, tanto o más que es su etapa de zarzuela, hasta 1918, fecha en que cumple algunos compromisos en el extranjero y después se retira de la escena, dedicándose a viajar y disfrutar de su gran fortuna. En la revista Crítica de 5 de septiembre de 1953, en una entrevista al periodista Mario Hernández confiesa: «...Aquellas, joyas... aquel dinero, se lo llevó el viento. Bueno, tanto como el viento no, se lo llevó Paris, aquel París de entonces y los negocios teatrales. Viví muy bien, por todo lo grande, y eso, cuesta mucho dinero». 

### Acto final
Fija su residencia en Madrid, en un chalé de la Ciudad Lineal, Villa Úrsula. A la muerte de su esposo, Luis Bellido Hortelano, acaecida en 1941, deja este chalé y aconsejada por algunas amistades, se traslada a una amplia vivienda en la calle de Santa Engracia de Madrid, donde, con ayuda de su hermana Reyes Falcón Quintero, instala una pensión, decorada a todo lujo, con el nombre de Pensión Falcón. Allí disfrutaría de sus últimos años.
Úrsula López fallece en Madrid el 3 de septiembre de 1966, y la prensa se hace eco de su deceso en varios medios. Carlos Fortuny —pseudónimo de Álvaro Retana— publica este obituario en ABC.

### Otras obras estrenadas en el Gran Teatro por la Compañía de Úrsula López
| Fecha      | Título                    | Libretistas                                                 | Compositores                         | En el reparto                                                              |
| ---------- | ------------------------- | ----------------------------------------------------------- | ------------------------------------ | -------------------------------------------------------------------------- |
| 9-4-1910   | La corza blanca           | José Jackson Veyán y Antonio L. Rosso                       | Arturo Saco del Valle y Crespo       | Salvador Videgaín García, Srta.Campos                                      |
| 16-4-1910  | Ideal japonés             | Eduardo Haro y J. Martín López                              | Teodoro San José                     | Úrsula López, Trinidad Rosales, Salvador Videgaín.                         |
| 29-4-1910  | El país de las hadas      | Guillermo Perrín y Miguel de Palacios                       | Rafael Calleja Gómez                 | Úrsula López, Salvador Videgaín García, Manolita Rosales, Trinidad Rosales |
| 20-5-1910  | La costa azul             | Miguel Mihura Álvarez y Ricardo González                    | López Montenegro                     | Úrsula López, Salvador Videgaín y Sr.Sirvent                               |
| 25-6-1910  | El poeta de la vida       | Antonio Martínez Viérgol                                    | Rafael Calleja Gómez                 | Úrsula López.                                                              |
| 18-11-1910 | Las romanas caprichosas   | José López Silva y Ramón Asensio Más                        | Manuel Penella                       | Úrsula López, Sr. Latorre.                                                 |
| 7-12-1910  | La reina de las tintas.   | Miguel Mihura Álvarez y Ricardo González                    | Manuel Penella                       | Úrsula López                                                               |
| 17-12-1910 | La neurastenia de Satanás |                                                             | Arturo Saco del Valle                | Úrsula López, Trinidad Rosales, Manolita Rosales                           |
| 8-4-1911   | Las dos reinas            | Sinesio Delgado                                             | Rafael Calleja Gómez y Tomás Barrera | Úrsula López, Carmen de Andrés y Casimiro Ortas                            |
| 21-4-1911  | La tierra del sol         | Guillermo Perrín y Miguel de Palacios                       | Rafael Calleja Gómez                 | Úrsula López, Paquita Correa                                               |
| 24-5-1911  | La niña de los besos      |                                                             | Manuel Penella                       | Úrsula López.                                                              |
| 4-7-1911   | El carro del sol          | Maximiliano Thous                                           | José Serrano                         | Úrsula López, Casimiro Ortas, Caridad Álvarez                              |
| 29-7-1911  | El viaje de la vida       | Manuel Moncayo                                              | Manuel Penella                       | Úrsula López, Sr. Rosell                                                   |
| 8-8-1911   | El género alegre          | Carlos Arniches, Ramón Asensio Mas, Enrique García Álvarez. | Manuel Penella                       | Úrsula López, Caridad Álvarez, Sr. Latorre.                                |
| 22-11-1911 | El paraguas del abuelo    | Guillermo Perrín y Miguel de Palacios                       | Rafael Calleja Gómez y Pablo Luna    | Úrsula López                                                               |

## Discografía

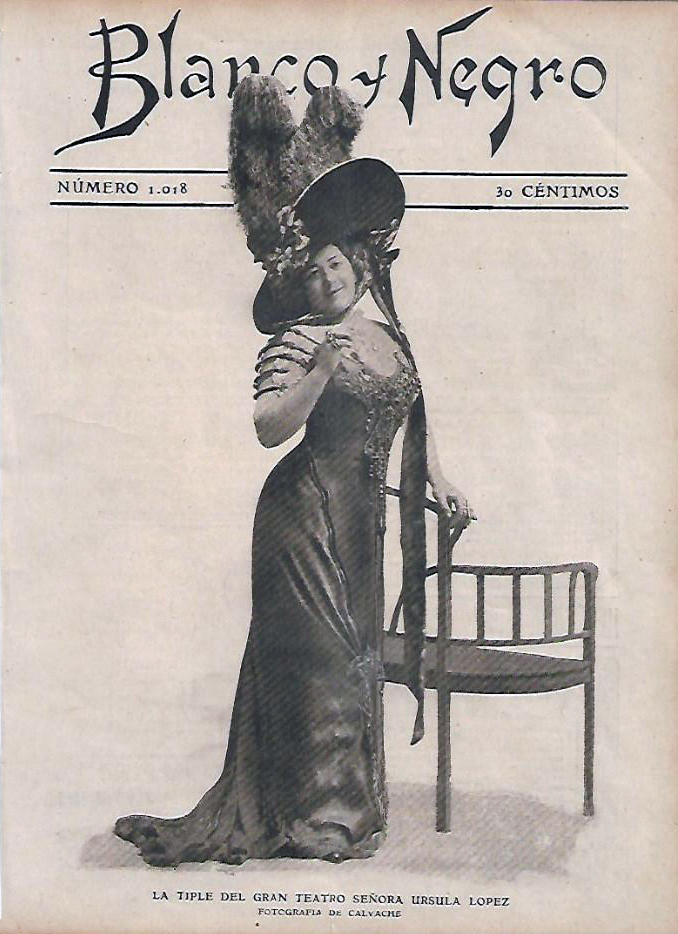
En una portada de Blanco y Negro (1910)

Úrsula grabó bastantes discos, aunque actualmente solo hay referencia de los que se indican a continuación:
- Disco pizarra. 2 caras. Discopathe, núm. 2401, 85474, 80 rpm. "Su Majestad el Schotiss",1.ª parte y 2.ª parte.
- Disco pizarra, 1 cara. Disque pour gramophone, Num. 264075, 80 rpm. Madrid. "La reina de las tintas", Tango del picazón.
- Teatro y Varietés, Vol. 3 Cómicos y género chico. Grabaciones remasterizadas. Pista 18, “La reina de las tintas”, “Picazón”. Pista 19, El “jipi”,  de “El país de las hadas”
- El país de las hadas.
- La reina de las tintas.